# Husky
A husky a világ egyik legismertebb szánhúzó kutyája. Ősi története van annak, hogyan tenyésztették ki a hűséges fajtát Szibériában és Alaszkában (ebből kifolyólag alaszkai husky és szibériai husky is létezik). Együtt húzta a szánt a szamojéd és az alaszkai malamuttal. 

## Testfelépítés
Alkata izmos, karcsú. Bundája viszonylag hosszú, és a legcsípősebb hidegben is megőrzi a teste melegét. Szinte minden színben előfordul: leggyakoribb változatai a fekete-fehér és barna. Egyik legritkább színváltozata a fehér. Egyes kutyáknál mindkét szem más színű. 20-25 kg, 50-60 cm.

## Felhasználása
A legtöbb alkalommal szánhúzásra használják, de mentőkutyaként és vakvezetőként is számontartják.

## Testmozgás
A husky kirobbanóan energikus fajta. Hosszú sétákra, legalább napi kettőre van szüksége, különben könnyen csatazóna válhat otthonunkból.

## Tanulási készségei
Könnyen tanítható trükkökre.

## Szibériai és alaszkai husky
A két változat között kevés különbség van. Az alaszkai husky kicsit nagyobb, puffadtabb, nagyobb a szőre.